# Aksel (navn)
 For alternative betydninger, se Aksel (flertydig). (Se også artikler, som begynder med Aksel)
Aksel eller Axel er et drengenavn der er beslægtet med Absalon. Navnet ses også stavet Axl.
Navnet ses først i 1300-tallet i Danmark og det den gang norske Bohuslän
Dansk Navneleksikon angiver at "Axel" er en stavevariant af "Aksel" som er en udvikling fra navnet "Absalon".

## Personer med navnevariant af Aksel
- Aksel Erhardsen, dansk skuespiller
- Aksel Knudsen Gyldenstjerne, statholder i Norge
- Aksel Larsen, stifter af Socialistisk Folkeparti
- Aksel Møller, dansk politiker og borgmester på Frederiksberg
- Aksel Sandemose, dansk-norsk forfatter
- Aksel Schiøtz, (1906-1975) dansk sanger
- Axel Jensen, norsk forfatter
- Axel Kielland, norsk forfatter
- Axel Olrik, dansk folkemindeforsker
- Axel Oxenstierna, svensk statsmand
- Axel Strøbye, dansk skuespiller
- Knud Axel Nielsen, justitsminister i Danmark under Jens Otto Krag og Anker Jørgensen
- Axl Rose, amerikansk musiker
- Aksel Lund Svindal, norsk skiløber

## Fiktive personer med navnevariate af Aksel
- Axel i Kongens Fald, søn af Otte Iversen og Susanna
- Aksel Jensen i Matador, søn af Agnes og Lauritz Jensen